# اسپنسر مانگو
اسپنسر مانگو (به انگلیسی: Spenser Mango) (زاده ۶ ژوئن ۱۹۸۶) کشتی‌گیر پیشین رشته کشتی فرنگی  کشور ایالات متحده آمریکا است. او به عنوان کشتی‌گیر دسته ۵۵ کیلوگرم آمریکا در دو دوره بازی‌های المپیک ۲۰۰۸ پکن و ۲۰۱۲ لندن رقابت کرد که به ترتیب با باخت مقابل پارک اویی-چول از کره جنوبی و روشن بایراموف از جمهوری آذربایجان از دستیابی به مدال بازماند و مقام نهم را کسب کرد.